# Севи (арбан)
Севи (тув. Севи), Сейба — арбан в Пий-Хемском кожууне Республики Тыва России. Входит в состав Севинского сумона. Население 75 чел.(2007), 9 (2014).

## География
Арбан находится на севере республики, по берегу р. Большой Енисей. Единственная улица арбана носит название Енисейская.

### Географическое положение
Расстояние до:
районного центра Туран: 78 км.
республиканского центра Кызыл: 91 км.

### Ближайшие населённые пункты
Хут 28 км, Сыстыг-Хем 44 км.

### Климат
Арбан, как и весь район, находится на территории, приравненной к районам Крайнего Севера.

## Население
| 2002 | 2010 |
| ---- | ---- |
| 76   | ↘54  |

## Инфраструктура
Арбан оторван от централизованной системы энергоснабжения, электричество вырабатывается дизелем.

## Транспорт
Поселковые (сельские) дороги, в том числе зимник. Автодорога Севи — Хут. В 2010-х началось строительство Туран — Хут — Севи — Ырбан — Ак-Суг
Водный транспорт.